# Albalat de Taronchers
Albalat de Taronchers (en valenciano y oficialmente, Albalat dels Tarongers) es un municipio de la Comunidad Valenciana, España. Perteneciente a la provincia de Valencia, en la comarca del Campo de Murviedro. Cuenta con una población de 1516 habitantes (INE 2024). Hasta la década de 1940 se denominaba oficialmente como Albalat de Segart.

## Símbolos

### Escudo
El escudo oficial tiene el siguiente blasonamiento:
Escudo cuadrilongo de punta redonda, cortado. Al primer cuartel, en campo de plata, tres naranjos de sinople terrazados del mismo color y frutados de oro. Al segundo cuartel, en campo de gules, un castillo de oro, aclarado y mazonado de sable. Por timbre, una corona real abierta. Los naranjos son un elemento parlante tradicional alusivo al nombre de la localidad. El castillo hace referencia a la casa palacio del siglo XIV, uno de los ejemplos de arquitectura civil gótica de la Comunidad Valenciana.

## Geografía
Integrado en la comarca de Campo de Murviedro, se sitúa a 34 kilómetros de Valencia. El término municipal está atravesado por la autovía Mudéjar (A-23) y por la antigua carretera nacional N-232, entre los pK 7 y 8, además de por carreteras locales que conectan con Petrés y Segart.
El relieve es bastante irregular, estando definido por las estribaciones de la Sierra Calderona al oeste, el valle del río Palancia por el centro del territorio, y algunas elevaciones aisladas al norte que superan los 200 m de altura. También destaca al este el cerro conocido como Muntanya Redona (415 m), en el límite con Gilet. La altitud oscila entre los 595 m al oeste (El Garbí) y los 85 m a orillas del río Palancia. El pueblo se alza a 97 m sobre el nivel del mar, en pleno valle del río Palancia. 
| Noroeste: Estivella | Norte: Estivella y Sagunto | Noreste: Sagunto      |
| Oeste: Segart       |                            | Este: Sagunto y Gilet |
| Suroeste: Náquera   | Sur: Náquera y Puig        | Sureste: Sagunto      |

El territorio está compuesto por huertas convertidas en transformaciones de cítricos como principal cultivo en la ribera del río Palancia; también está compuesto por montañas y barrancos, con olivos y algarrobos, senda y fuentes, constituyendo entre todos ellos un espacio que invita a pasear, a relajarse y a olvidar el tiempo.

## Historia
Sobre el nombre de Albalat, Sanchis Guarner dice que se trata de un arabismo, pues equivale a Al-Palas o Palaz, su significado es la Villa y también caserío. Esto nos induce a pensar que la población, en tiempo de los romanos, debió de ser una de las muchas villas que poblaban la civitas saguntina. Por otra parte, el historiador Antoni Chabret afirma que la palabra "Balat" significa en árabe pavimento o pavimento del camino. Las civilizaciones anteriores que han vivido cerca de Albalat dels Tarongers han dejado restos arqueológicos. De los principales yacimientos arqueológicos del término destacan por su importancia: la denominada cueva del Agua Amarga, situada en la partida del mismo nombre, donde se pueden apreciar pinturas rupestres del periodo eneolítico (2000 a. C.), así como el asentamiento de la Edad del Bronce existente en la loma del Saler, donde se encontró material eneolítico e ibero (1600-1500 a. C.). También se han encontrado restos de la Edad del Bronce en La Albardeta y en el Tossalet de les Panses. El Castillo de Comediana nos permite apreciar la estructura de un asentamiento de los siglos XII-XIV. A los pies de este montículo se encuentran los Corrales de Comediana que posiblemente serían el núcleo de población que en su día fue el poblado de Comediana referido a la primera donación que hizo el rey Jaime I. Un estudio realizado por Andrés Monzó no duda situar a la actual ubicación del castillo, iglesia y casa abadía sobre una importante villa hispanorromana.
La primera referencia sobre los varios poseedores de Albalat se encuentra en el Llibre del Repartiment en 1238. En el año 1360 era Raimon de Toris señor del lugar y parece ser que fue quien empezó la construcción de la Casa-Palacio. En 1609, año de la expulsión de los moriscos, Albalat tenía 115 casas y 460 hb. y pertenecía el señorío a Juan de Vilarrasa que el 24 de septiembre de 1611, otorgó Carta de Población a 35 nuevos pobladores. El linaje de los Saavedra, procedente de Galicia y Murcia, llegó a Albalat por el casamiento de Luisa Carrillo de Villarrasa, entonces señora de Albalat y Segart con Pedro Saavedra.
No es extraño que Albalat fuera el primer pueblo de la comarca en negarse al pago de los derechos feudales, siendo uno de los que soportaba las condiciones más duras. Un grupo de 24 vecinos dirigidos por el alcalde Vicent Esteve y el regidor Francisco Asensi, se negaron a pagar los derechos correspondientes al periodo 1813-1816. En 1865, se resolvió el pleito entre los pueblos de Albalat y Segart, por reclamación de los derechos señoriales contra el conde de Alcudia y barón de Albalat, Antonio Saavedra y Jofré. El precio que debieron pagar por la liquidación del pleito fue de 130 000 reales, renunciando los herederos a todos los derechos que pudieran tener sobre los pueblos. A cambio el municipio de Albalat recibió 14 463 hanegadas de tierras. Los herederos del conde se desprendieron, mediante subastas, de todas las casas y tierras que tenían como propias.

## Demografía
Albalat de Taronchers cuenta con una población de 1516 habitantes (INE 2024).
| Gráfica de evolución demográfica de Albalat de Taronchers entre 1842 y 2021                                         |
| |
| Población de derecho según los censos de población del INE Población de hecho según los censos de población del INE |

## Economía
Basada en la agricultura, principalmente el cultivo del naranjo. De los 21,35 kilómetros cuadrados de los que consta el municipio, 310 hectáreas son de cítricos, 533 de secano con algarrobos, 485 de olivos y 26 de almendros.

## Administración y política
| Periodo   | Nombre                         | Partido   |
| --------- | ------------------------------ | --------- |
| 1979-1983 | Juan Antonio Albiol Llusar     | PSPV-PSOE |
| 1983-1987 | Juan Antonio Albiol Llusar     | PSPV-PSOE |
| 1987-1991 | Juan Antonio Albiol Llusar     | PSPV-PSOE |
| 1991-1995 | Francisco Javier Esteve Asensi | EUPV      |
| 1995-1999 | Francisco Javier Esteve Asensi | EUPV      |
| 1999-2003 | José Garriga Igualada          | PP        |
| 2003-2007 | Filiberto Prats Asensi         | BLOC      |
| 2007-2011 | Filiberto Prats Asensi         | BLOC      |
| 2011-2015 | Filiberto Prats Asensi         | PP        |
| 2015-2019 | Maite Pérez Furió              | PSPV-PSOE |
| 2019-2023 | Maite Pérez Furió              | PSPV-PSOE |
| 2023-act. | Maria Asensi Ferrus            | PP        |

## Gastronomía
A destacar el arroz de Comediana y el tortell como platos típicos de la población. El arroz de Comediana se cocina en caldero, siendo sus ingredientes arroz, patata, bacalao, cebolla y sofrito de tomate. Era una comida que hacían los hombres cuando iban durante varias jornadas a arreglar los caminos o a recoger el esparto a la partida de Comediana, situada en el extremo S del término municipal. El tortell es un dulce con masa de panquemado relleno de cabello de ángel y mazapán, adornado con frutas confitadas y nueces.

## Patrimonio

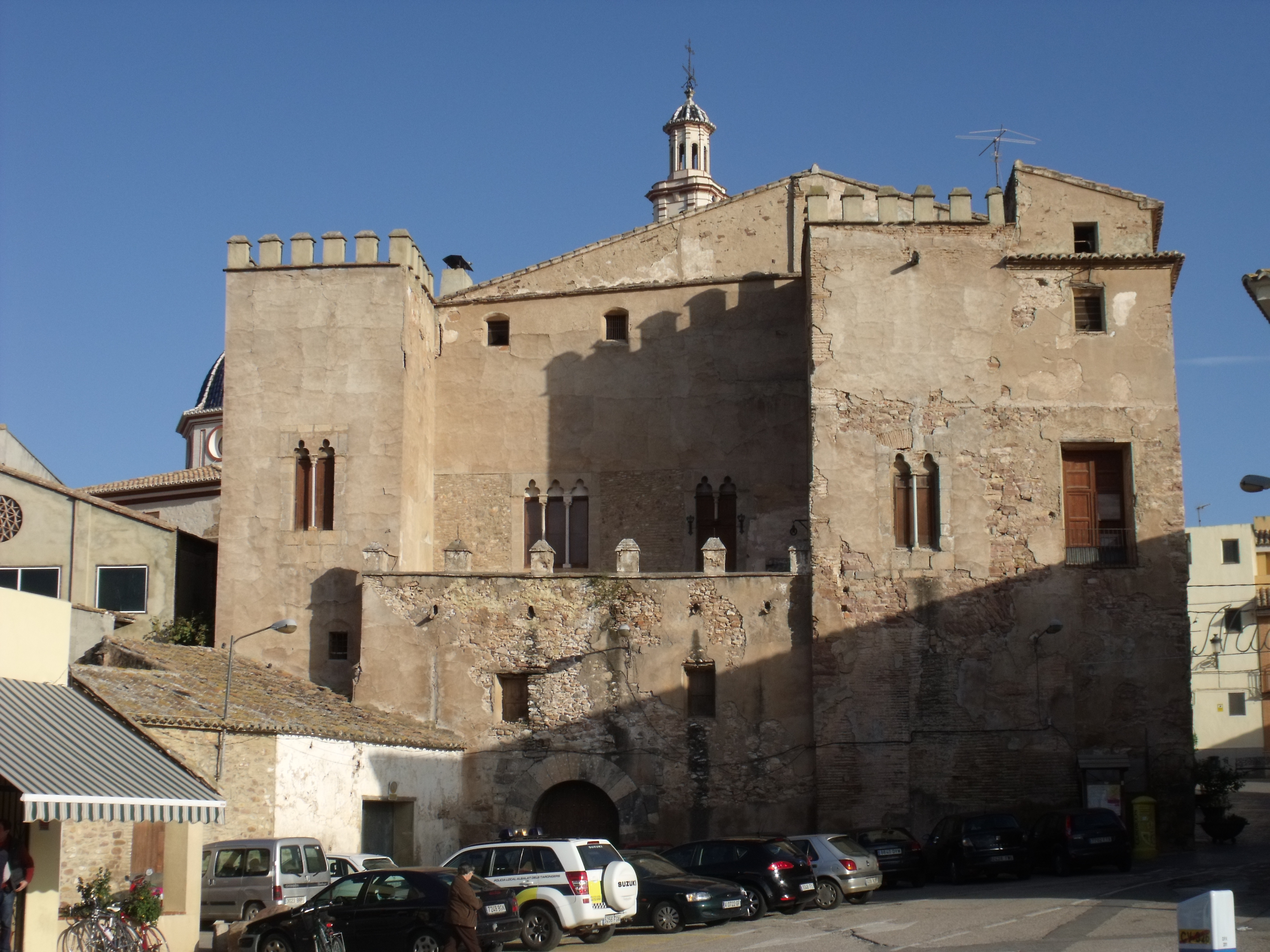
Castillo Palacio.
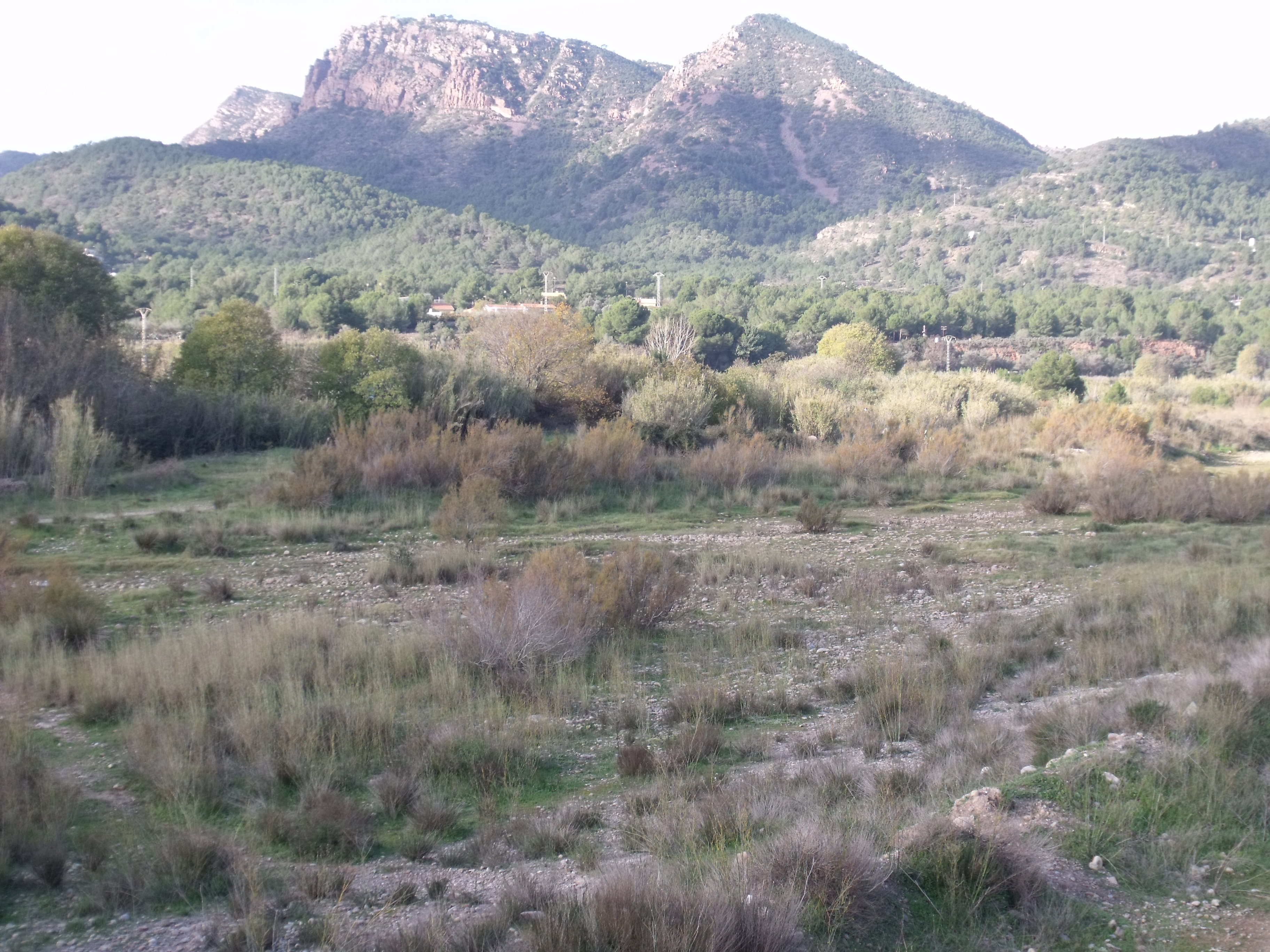
Río Palancia en Albalat.
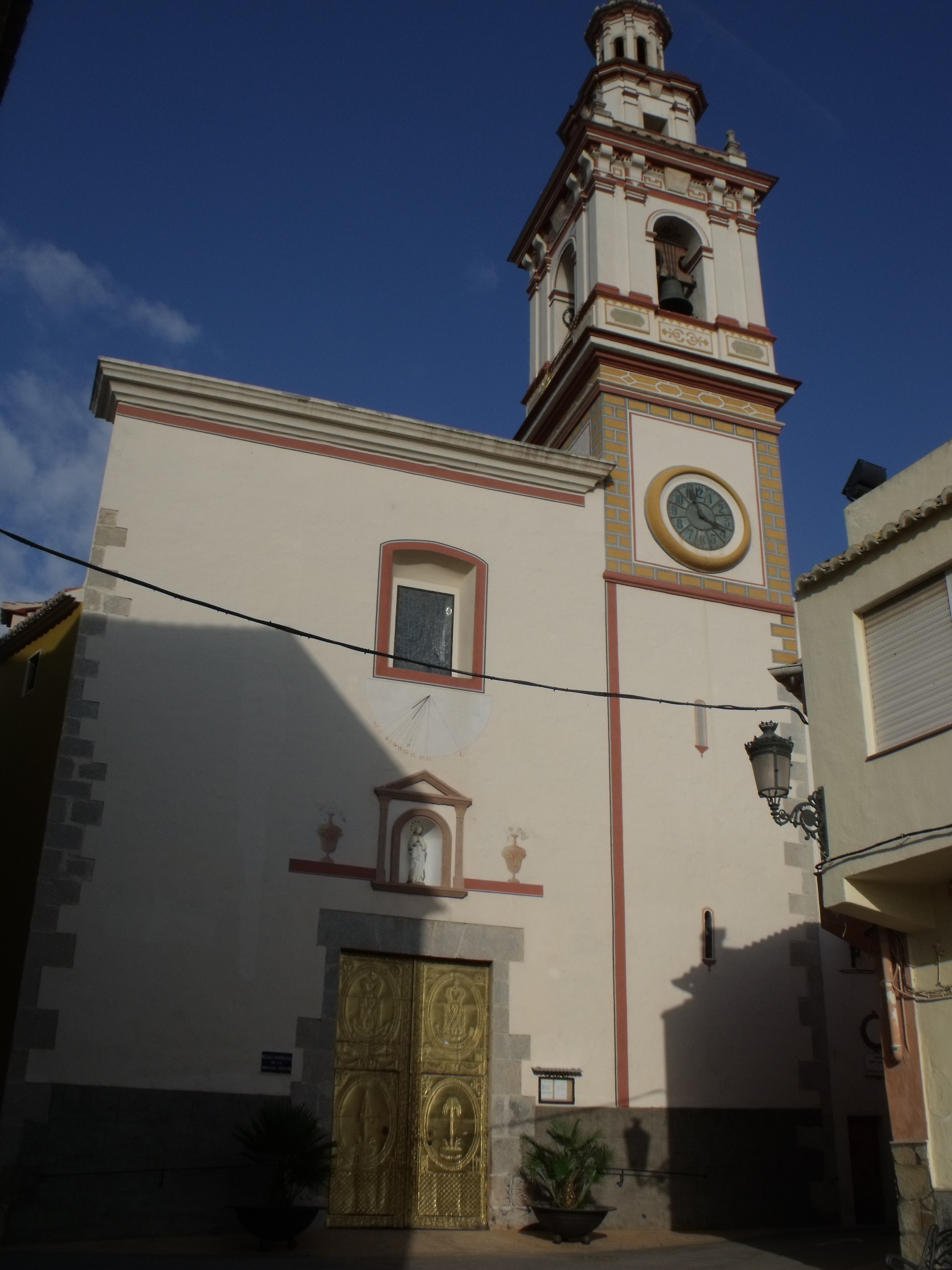
Iglesia de la Inmaculada.
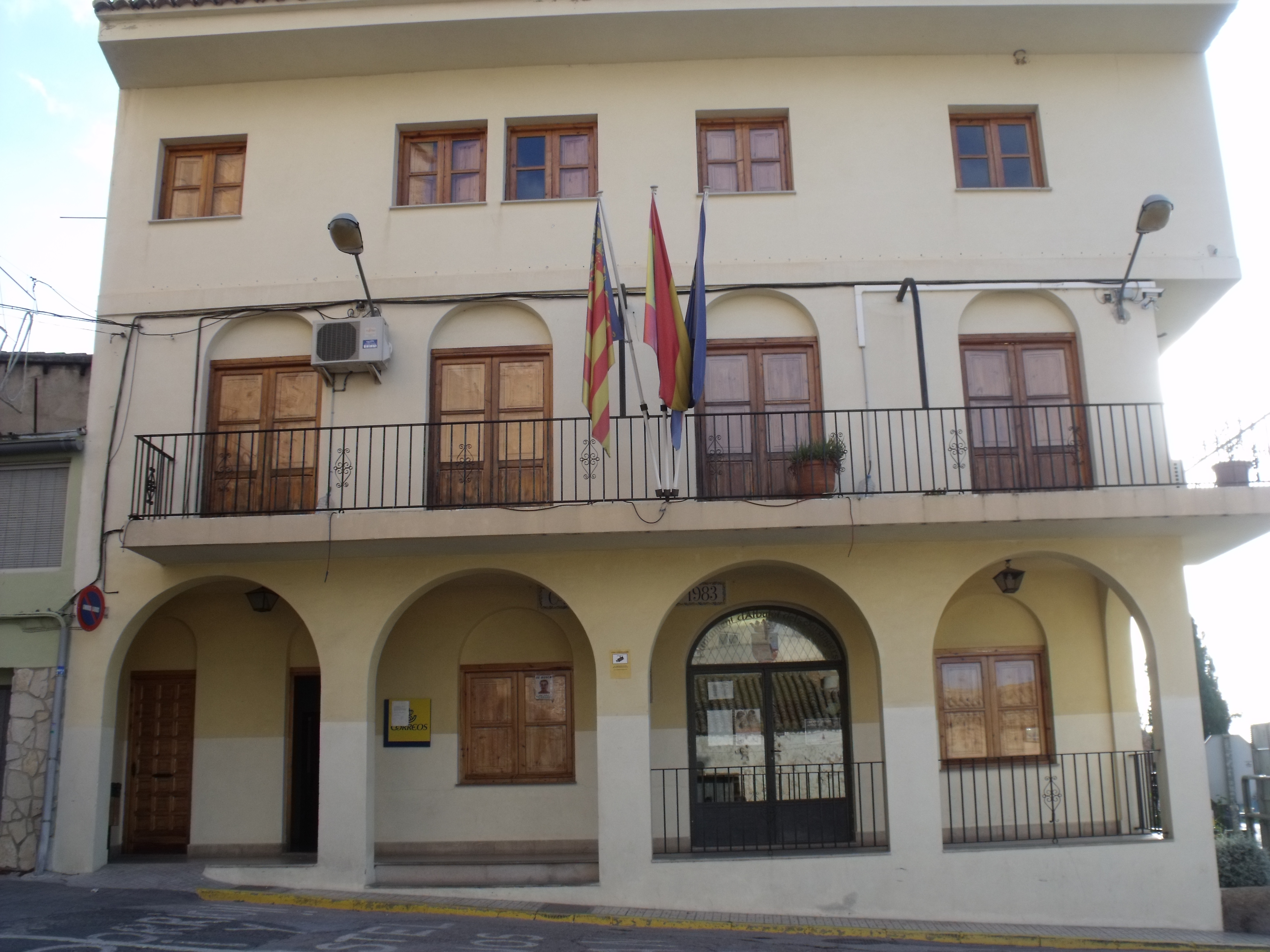
Ayuntamiento.

### Religioso
- Iglesia de la Purísima o de la Inmaculada (finales del siglo XVIII). Planta de tres naves y cruz latina.

### Civil
- Castillo: el palacio señorial de los siglos XIV a XV gótico mejor conservado de la comarca.
- Castillo del Piló: en ruinas.
- Acueducto del barranco de la Fuente de la Rivera: hoy en día sólo queda un arco de los tres que lo formaban.

## Lugares de interés
- Parque natural de la Sierra Calderona.
- Río Palancia.

## Fiestas
- Fiesta de San Antonio Abad (17 de enero).
- Fiestas de agosto:
- El 15 de agosto se celebra el día de la Asunción.
- El 16 de agosto es el día de San Roque.
- El 17 de agosto se celebra el día de La Divina Pastora.
- Durante la última semana de agosto tienen lugar en el municipio sus festejos taurinos, con entradas de vacas, sueltas de reses bravas y el tradicional toro embolado.
- Fiesta de la Virgen de la Cueva Santa (último domingo de mayo). Se celebró durante algunos años a partir de 1992. Anteriormente se celebraba una romería al Santuario a finales de septiembre.
- Carnaval (febrero). Se dejó de celebrar a partir de 1939.
- Fiestas de Octubre. Dejaron de celebrarse en los años 50.
- El 8 de diciembre se celebra el día de la Purísima.